# Boscos de pi i roure madrense

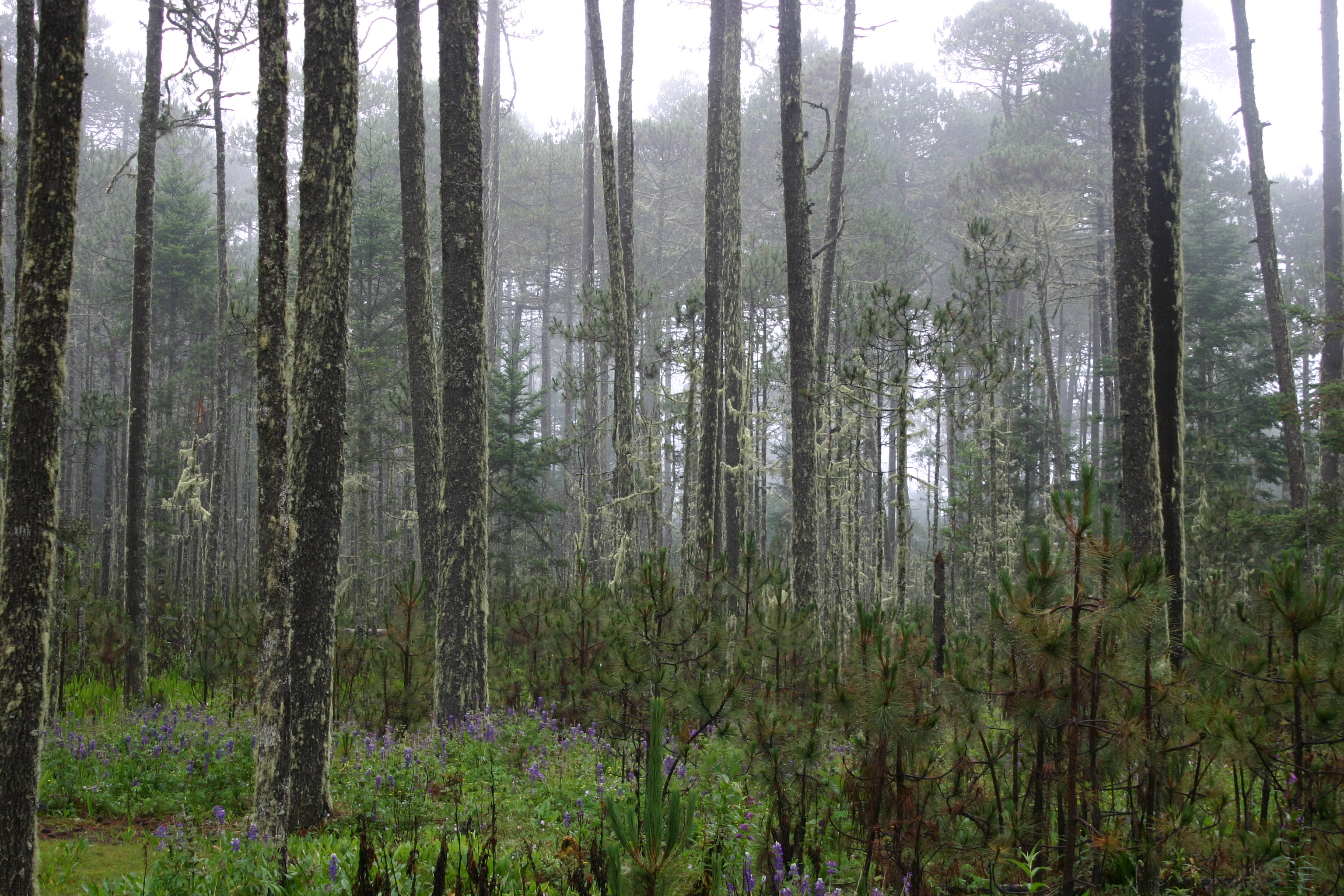
Pineda a la carretera entre San Isidro Llano Grande i San Miguel Cajonos, a Sierra Madre d'Oaxaca

Els boscos de pi i roure Madrense són uns boscos subtropicals que es proliferen a les muntanyes de Mèxic i sud-oest dels Estats Units.
La Conservació Internacional estima una superfície original dels boscos d'uns 461.265 km². Els boscos estan envoltats en elevacions més baixes per altres ecoregions, en la seva majoria tropicals i subtropicals deserts i matollars xeròfils, boscos i praderies. Àrees de boscos que van ser aïllats dels uns i dels altres boscos de pi i roure de la Sierra Madre Occidental, al sud per l'escalfament i assecament progressiu del clima des de l'edat del gel.

## Distribució

### Mèxic

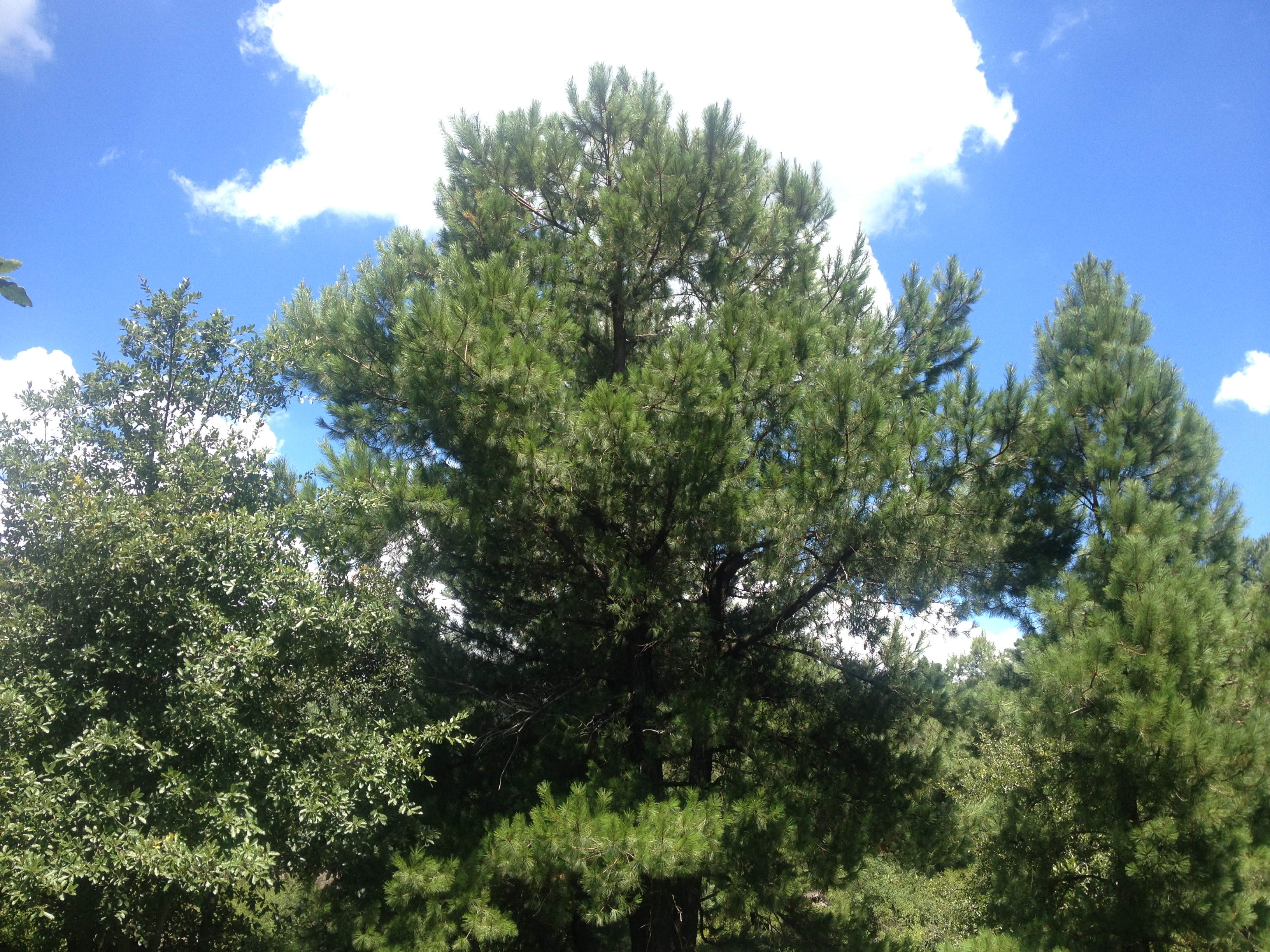
Pins i roures al Malpaís de Nealtican (Estat de Puebla)

Els boscos de pi i roure Madrense es troben en les elevacions més altes de les principals cadenes muntanyoses de Mèxic, Sierra Madre Occidental, Sierra Madre Oriental, Sierra Nevada, Sierra Madre del Sur, Sierra Madre d'Oaxaca, Peninsular Ranges de la península de Baixa Califòrnia.

### Arxipèlag madrense
Són uns 27 enclavaments del sud d'Arizona i Nou Mèxic i a l'oest de Texas, on se'ls coneix com a "Arxipèlag Madrense" (Madrean sky islands). Les principals franges d'arxipèlags Madrense són a Arizona, muntanyes Dragoon, Muntanyes Chiricahua, muntanyes Pinaleno, Serra de Santa Catalina, muntanyes Rincon, muntanyes de Santa Rita i Tumacacori Highlands. A Nou Mèxic, a Muntanyes Sagrament i Muntanyes Guadalupe que s'estenen a Texas, així com a les Muntanyes Davis i a les muntanyes Chisos també estan arbrats amb arxipèlags Madrense.

## Flora
Els boscos de pi i roure es componen de masses de roure (Quercus), pi (Pinus), avet Douglas (Pseudotsuga) i avets (Abies). En general, els arbres creixen en boscos mixtos, encara que rodals es troben de vegades. Els boscos de pi i roure són la llar d'una quarta part de les espècies de plantes de Mèxic, i Mèxic és la llar de 44 de les 110 espècies de pi i més de 135 espècies de roure, més del 30% de les espècies de roure del món. Les espècies de plantes derivades d'avantpassats Madrenses, conegut com a Flora Madro-Terciària, són un element important de l'ecoregió del Chaparral i boscos de Califòrnia.

## Ecoregions
El Fons Mundial per la Natura classifica aquests boscos de la següent manera:
- Ecozona: Neàrtic.
  - Bioregió: Boscos de pi i roure de Sierra Madre Oriental i Occidental: A Mèxic i part del sud-est dels Estats Units.
    - Ecoregió Boscos de pi i roure de Sierra Madre Occidental s'estenen al llarg de Sierra Madre Occidental de Río Grande de Santiago, a Mèxic; de l'Estat de Jalisco a través de l'Estat de Nayarit, Estat de Sinaloa, Estat de Durango, Estat de Sonora, i Estat de Chihuahua, i inclouen l'arxipèlag Madrense d'Arizona i Nou Mèxic.
    - Ecoregió Boscos de pi i roure de Sierra de la Laguna a Sierra de la Laguna al sud de la Península de Baixa Califòrnia.
    - Ecoregió Boscos de pi i roure de Sierra Madre Oriental s'estenen al llarg de la Sierra Madre Oriental de Texas i Mèxic, des d'enclavaments de cims de muntanya a l'oest Texas a Coahuila, Tamaulipas, Nuevo León, San Luis Potosí, Querétaro i Guanajuato.
    - Ecoregió Boscos de pi i roure de Sierra Juárez i San Pedro Mártir a Sierra de Juárez i Sierra de San Pedro Mártir àrees del nord de la Península de Baixa Califòrnia.
- Ecozona: Neotròpic.
  - Bioregió: Boscos mesoamericans de pi i roures: A Mèxic i Centreamèrica (Guatemala, Hondures, El Salvador i Nicaragua) 
    - Ecoregió Boscos de pi i roure de l'Amèrica Central (a la Sierra Madre de Chiapas)
    - Ecoregió Boscos de pi i roure de Sierra Madre del Sur
    - Ecoregió Boscos de pi i roure del Cinturó volcànic transmexicà de boscos de pi i roure
    - Ecoregió Boscos de pi i roure de Sierra Madre de Oaxaca